# Визволення Донбасу від фашистських загарбників (срібна монета)
«Ви́зволення Донба́су від фаши́стських зага́рбників» — срібна ювілейна монета номіналом 10 гривень, випущена Національним банком України. Присвячена 70-річчю вигнанню нацистських окупантів з Донбасу. Завдяки рішучим діям військ Південно-Західного та Південного фронтів було врятовано багато міст, сіл і промислових об'єктів Донбасу. 8 вересня 1943 року — вигнано нацистських окупантів з Донецька (Сталіно), а 22 вересня 1943 року — з усього Донбасу.
Монету введено в обіг 30 вересня 2013 року. Вона належить до серії «Друга світова війна».

## Опис монети та характеристики
| Номінал грн. | Метал            | Маса, г      | Діаметр, мм | Якість виготовлення | Гурт                           | Тираж, штук |
| ------------ | ---------------- | ------------ | ----------- | ------------------- | ------------------------------ | ----------- |
| 10           | срібло 925 проби | 31,1 / 33,62 | 38,6        | пруф                | гладкий із заглибленим написом | 3 000       |

### Аверс
На аверсі монети розміщено: угорі півколом напис «НАЦІОНАЛЬНИЙ БАНК УКРАЇНИ», під яким праворуч малий Державний Герб України; у центрі — меморіальний комплекс, присвячений воїнам, які брали участь у вигнанні нацистів з Донбасу; під ним — його назва «МЕМОРІАЛЬНИЙ КОМПЛЕКС» «САВУР-МОГИЛА»; рік карбування монети — «2013»; унизу — номінал «10/ГРИВЕНЬ».

### Реверс
На реверсі монети на дзеркальному тлі зображено композицію: зірка зі стрічки ордена Слави, у центрі якої напис «70/років», лаврова гілка і розміщено написи «ВИЗВОЛЕННЯ ДОНБАСУ ВІД ФАШИСТСЬКИХ ЗАГАРБНИКІВ» (по колу) та «1943» (унизу).

## Автори

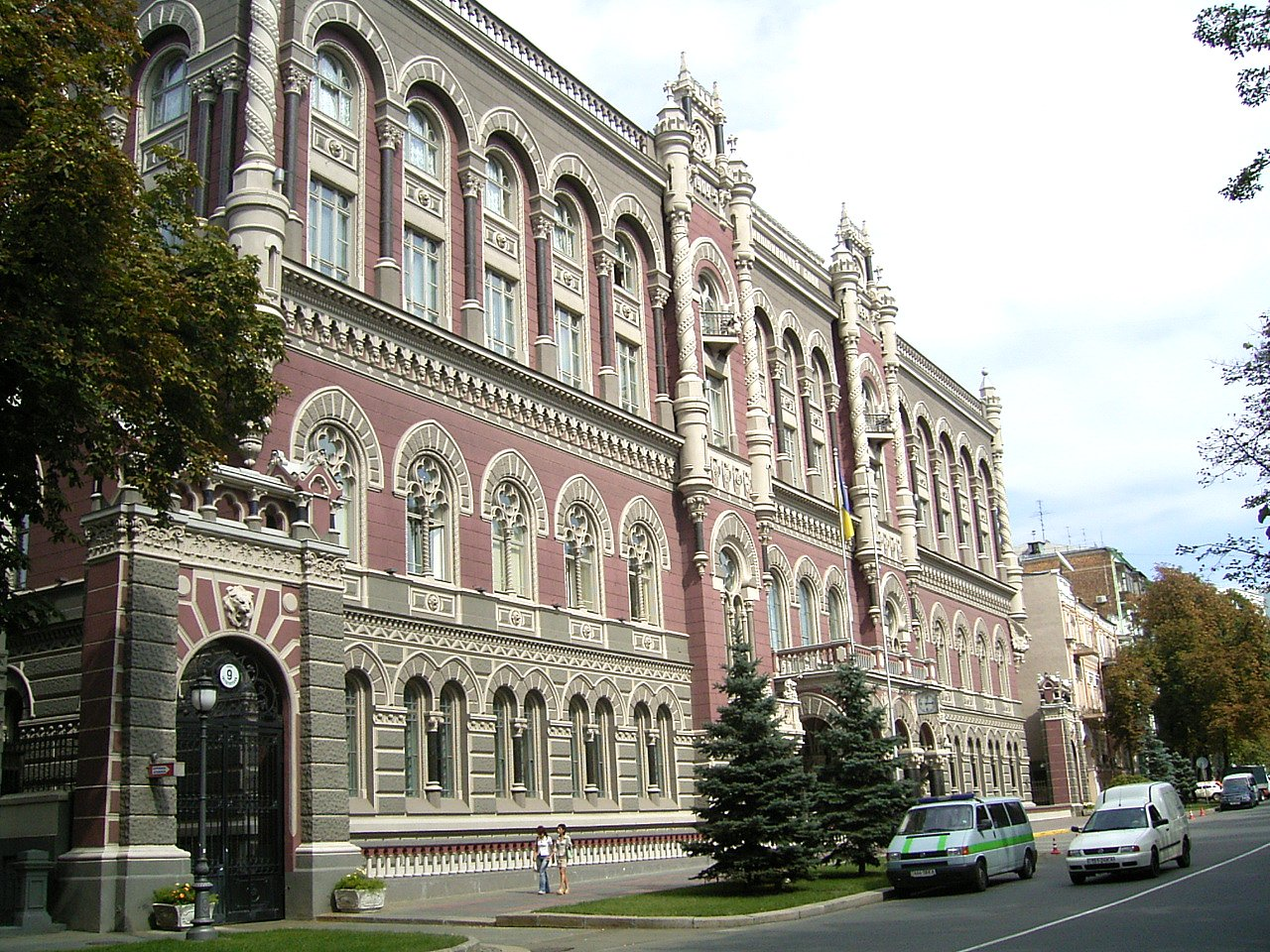
Будівля Національного банку України

- Художники: Атаманчук Володимир, Іваненко Святослав, Дуденко Світлана.
- Скульптори: Атаманчук Володимир, Іваненко Святослав, Чайковський Роман.

## Вартість монети
Ціна монети — 608 гривень, була вказана на сайті Національного банку України у 2015 році.
Фактична приблизна вартість монети, з роками змінювалася так:
| Рік        | 2014 | 2015 | 2016 | 2017 | 2018  | 2019 | 2020 | 2021  | 2022  | 2023  | 2024  | 2025  |
| ---------- | ---- | ---- | ---- | ---- | ----- | ---- | ---- | ----- | ----- | ----- | ----- | ----- |
| Ціна, грн. | 600  | 660  | 780  | 840  | 1 000 | 950  | 770  | 1 200 | 1 540 | 2 800 | 4 700 | 4 400 |